# Tommy Cheung

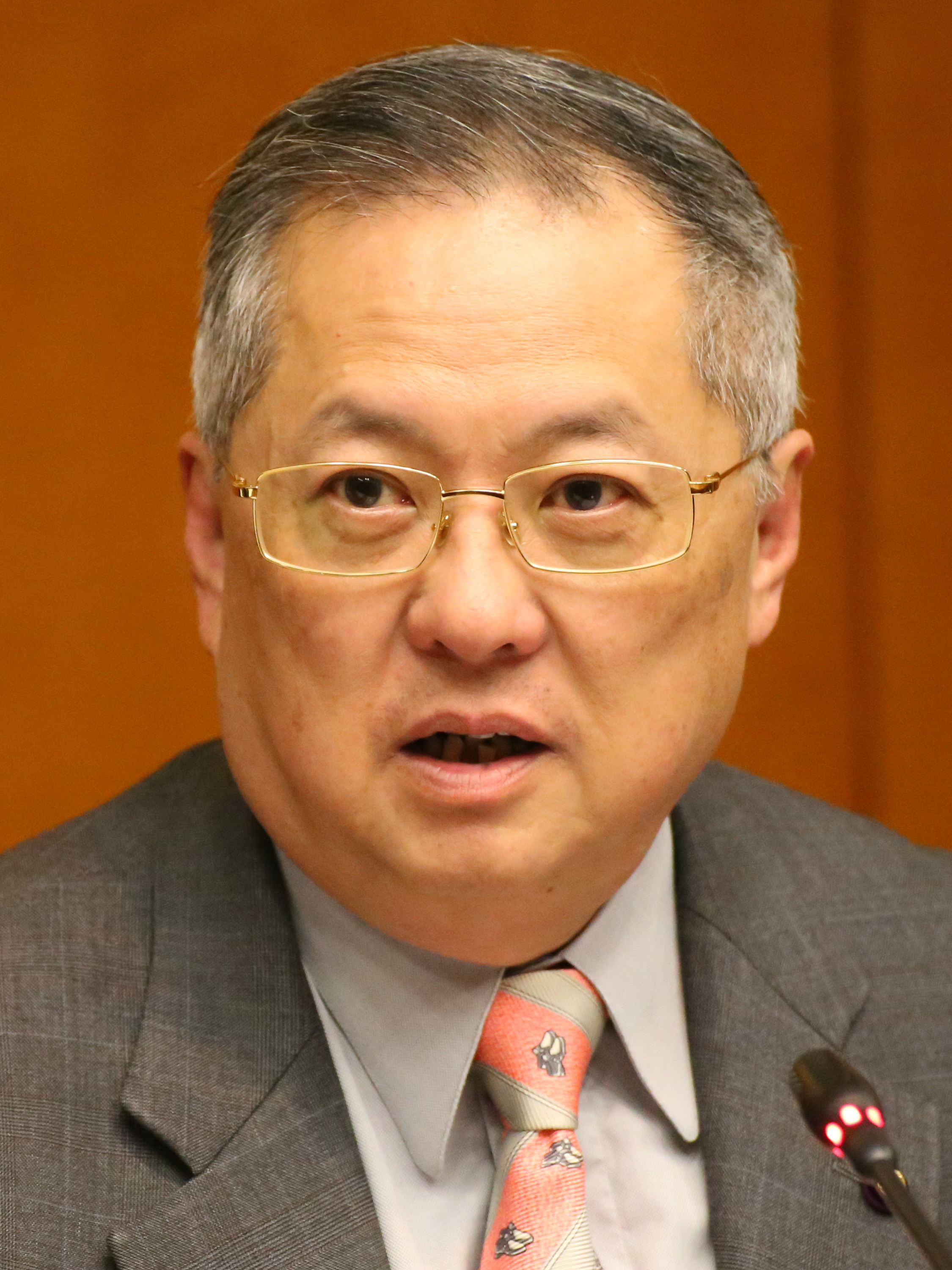
Tommy Cheung (2017)

Tommy Cheung Yu-yan, GBM, GBS, SBS, JP (chinesisch 張宇人 / 张宇人, Pinyin Zhāng Yǔrén, Jyutping Zoeng1 Jyu5jan4, kantonesisch Cheung Yu-yan; * 30. September 1949 in Hongkong) ist ein chinesischer Politiker, Unternehmer und als Repräsentant des Catering-Funktionskreis Mitglied des Legislativrats von Hongkong. Er ist ein Mitglied des Exekutivrats von Hongkong und der aktuelle Vorsitzende der Hongkonger Liberalen Partei (englisch Liberal Party).

## Karriere
Cheung absolvierte die lokal bekannte Diocesan Boys’ School, eine Diözesan-Knabenschule in Kowloon. Später schloss er sein Studium an der Pepperdine University in Kalifornien (USA) ab. Von 2000 bis 2006 war er Ratsmitglied des Eastern Districts.
Cheung ist Vorsitzender einer Handels- und Investmentgesellschaft und Mitglied des Schulausschusses der Diözesan-Knabenschule.

## Legislativrat
Cheung hat im Parlament den Ruf, ungewöhnliche Vorschläge zu machen. Als Ende 2005 starke Bedenken einer möglichen „Vogelgrippepandemie“ aufkam, wurde er ein „ausgesprochener Gegner der Zugvögel“. In einer Rede im Parlament sagte Cheung, dass man „jeder Person eine Waffe geben [soll] und wenn wir einen Zugvogel sehen, können wir ihn einfach abschießen, so dass Hong Kong ein viel sichererer Ort wäre“. „In anderen Ländern, in denen es zu Ausbrüchen der Vogelgrippe kommt, werden die meisten nicht durch Hühner verursacht. […] Sie werden durch Zugvögel verursacht.“ Mit seiner Rede verteidigte Cheung die in Hongkong vertretene Hühnerzuchtindustrie.
Nachdem Cheung am 20. März 2010 einen Mindestlohn von 20 Hongkong-Dollar pro Stunde (ca. 1,91 Euro) vorschlug, wurde er von einigen Seiten mit dem Spitznamen „20-Dollar-Cheung“ beleidigt und verspottet.

## Vorsitzender der Liberalen Partei
Cheung wurde nach der Wahl des Legislativrats im Jahr 2016 zum neuen Vorsitzenden der Liberalen Partei gewählt. Nach der Wahl wurde er von Leung Chun-ying, der Regierungschef der Sonderverwaltungszone war, in den Exekutivrat berufen. Am 1. Juli 2017 wurde er erneut, diesmal durch Carrie Lam, in diesen Posten berufen.
Bei seiner Einführung in die Beschäftigungsverordnung im Jahr 2015 stimmte Cheung gegen den Vaterschaftsurlaub. 2018 lehnte er den Vorschlag der Regierung von Hongkong ab, den gesetzlichen Vaterschaftsurlaub von drei auf fünf Tage zu erhöhen und machte geltend, dass Ansprüche auf diese Leistungen selbst nicht einmal bestehen sollten, da die Forderung nach mehr somit „niemals enden würde“. Cheung sagte auch, dass es „in den 1980er Jahren keinen gesetzlich vorgeschriebenen Vaterschaftsurlaub gab, aber viele Unternehmen „weiße Tage“ für Beerdigungen und „rote Tage“ für Geburten oder Hochzeiten gewährten, ohne dass „unflexible“ Arbeitsgesetze nötig gewesen wären, die die Unternehmen dazu zwangen.“ Cheungs Äußerungen stießen auf viel Kritik. Eine andere Abgeordnete des Exekutivrats, die Vorsitzende der New People’s Party, Regina Ip, stimmte zu, dass Mitglieder eine öffentliche Kritik an der Regierung vermeiden sollten.